# Carroll's Hill
Carroll's Hill är ett berg i republiken Irland.   Det ligger i grevskapet Uíbh Fhailí och provinsen Leinster, i den centrala delen av landet, 100 km väster om huvudstaden Dublin. Toppen på Carroll's Hill är 482 meter över havet, eller 74 meter över den omgivande terrängen. Bredden vid basen är 1,5 km.
Terrängen runt Carroll's Hill är huvudsakligen kuperad, men åt nordväst är den platt.Runt Carroll's Hill är det glesbefolkat, med 9 invånare per kvadratkilometer. Närmaste större samhälle är Roscrea, 15,8 km sydväst om Carroll's Hill. I omgivningarna runt Carroll's Hill växer i huvudsak blandskog.